# Peromyscus attwateri
Peromyscus attwateri is een zoogdier uit de familie van de Cricetidae. De wetenschappelijke naam van de soort werd voor het eerst geldig gepubliceerd door J.A. Allen in 1895.

## Voorkomen
De soort komt voor in de Verenigde Staten.